# ネームエントリー
ネームエントリー（英語：name entry）とは、アーケードゲーム・家庭用ゲームなどのコンピュータゲームで、スコア（得点）とそれを記録したプレイヤー名を記録しておくための要素のことである。

## 概要
ハイスコアなど、ゲームをプレイした結果の優劣を測る指標があるゲームでは、おのずと、他人とその結果を競い合うという要素が生まれる。
特にアーケードゲームやオンラインゲームでは不特定多数のプレイヤーが様々な時間帯にプレイするため、自分と他人とのプレイの結果を比較して見るためにはゲーム側で、スコアとそれを記録した者を記録しておくことが求められる。
ただしアーケードゲームの場合、記録に上位10件までなどの上限数があったり、電源を切ると記録が消えてしまうゲームもある。
コンピュータRPGや育成シミュレーションゲームなどでは、プレイヤーが操作する主人公やその仲間に名前をつけることができたり、設定で名づけられている名前を変更できる作品も存在する。中には、名前によって能力値に影響を及ぼす作品もある。

## ネームエントリーの方法
ネームエントリーができるようになるためには、以下のような条件を満たす必要がある。
- クリア時（またはゲームオーバー時）でのスコアがランキング圏内に入ること
- クリアまでのタイムがランキング圏内に入ること（レースゲームに多い）
- 対人戦の連続勝ち抜き人数がランキング圏内に入ること（対戦型格闘ゲームに多い）

条件を満たしていれば、プレイ終了後にネームエントリー画面が表示され、プレイヤーは名前（スコアネーム）を入れることができる。
なお一部のオンラインゲームや、データを記録するためのカードを用いるゲームなど、名前をプレイ開始時（またはカードを作った時）にあらかじめプレイヤー自身で決めてから入力しておく形式のゲームでは、条件を満たせば自動的にスコアと名前が記録される（『ハイパーオリンピックシリーズ』、『クイズマジックアカデミーシリーズ』、『テトリス ザ・グランドマスター3 -Terror Instinct-』など）。

## ネームエントリーの文字種と入力方法
ネームエントリーでプレイヤーが入力できる文字種は、主に以下のようなものが用いられる。
- アルファベット（ラテン文字）

通常は大文字のみであることが多いが、ゲームによっては小文字も使用でき、大文字・小文字を区別するのもある。
- アラビア数字・ローマ数字
- 記号

「.」「-」「*」「?」「!」「/」「@」、その他、独自の記号など。
- 平仮名・片仮名・漢字

入力できる文字数はアーケードゲームではアルファベット・アラビア数字などの組み合わせによる3文字であることが多いが、十数文字の入力が可能なゲームも存在する。
近年のアーケードゲームでは、多くの文字数や平仮名・片仮名・漢字も用いることができるのもある。従前の一覧表示から選べるゲームのほか、タッチパネルを利用したり携帯電話などネットワークを通じて外部から入力したり、手書き入力ができるものもある。
ゲームコントローラのレバー（方向キー）とボタンで入力をさせる都合上、文字の選択は一覧表示されてカーソルを動かして入れたいものを選んだり、レバーを上下・左右に動かしてアルファベット→数字→記号を選択してから入力する形式が多いが、ゲームや筐体によっては独自の方法で入力するのもある（ガンシューティングゲームでは銃型のコントローラで文字を撃つ、など）。
入力方法の例
- 『バーチャファイター』シリーズ

ガードのボタンを押しながらレバーの左右で文字を選択する。制限時間内に選択した文字を倒すことで入力する、独自の方式が採用されていた。

### 入力できない文字
- なにも文字を選ばず決定だけをした場合や、何も操作をせずエントリーの時間切れになった場合には、自動で名前がメーカー名などに置き換わるゲームが多い。（例：カプコンのゲームであれば「AAA」→「CAP」，ケイブのゲームであれば「AAA」→「CAV」）
- 「SEX」「KGB」など不特定多数が見るハイスコア画面に表示するのに相応しくないと思われる文字列の場合は入力が出来なかったり別の文字列に置き換わるゲームもある。（例：『THE IDOLM@STER』では不適切な名前は「＄倫理規定＄」に置き換わる）

## デフォルトのスコア
ほとんどのゲームは一定のスコアなどがデフォルトで記録された状態で出荷されるが、この記録はたいてい低めの数値に設定されており、実際のプレイで容易に更新することができる。
デフォルトで入っているスコアネームは、メーカー名やゲームのキャラクター名を元にした文字列であったり、開発者の名前であることが多い。（例：『グラディウス』の「H.M」→プロデューサーの町口浩康）
変わった例ではアーケード版のハイスコア保持者の名前が用いられているセガサターン版の『怒首領蜂』や、高性能な基板を求めるスタッフの嘆きが仕込まれた『beatmania THE FINAL』などが挙げられる。

## ネームエントリーの発展
従来のアーケードゲームでは、ネームエントリーでプレイヤー名とハイスコアを記録しても、その記録は入力した筐体にしか記録されない、完全なスタンドアローンの状態であった。また、電源を切ってしまうと記録が消えてしまうゲームも多かった。
近年のアーケードゲームではインターネットランキングが多く用いられている。プレイヤー名・ハイスコア・タイムなどの情報をパスワードとして変換し、それをインターネットの各ゲームのウェブサイト上で入力することにより、プレイヤー全体でスコアを競うことができる。
またe-AMUSEMENTやXbox Liveなどネットワークを利用したゲームの場合、スコアはネットワークを通じて自動で記録されて、リアルタイムでランキングの更新/閲覧が可能であるものが多い。